# Ариесебохе
Ариесебохе (поч. III ст. н. е.) — цар (коре) Куша.

## Життєпис
Панував після Аманіхаракарема, посівши трон близько 185 року (за іншими відомостями 215 року). Проте тривалий час його володарювання відносили до I ст. н. е. Можливо був родичем царя Арітениесебохе.
Відомий лише з мероїтського напису на фрагменті жертовника, де згадуються його батьки Терітедахатей і Векеамані, які не були царем й царицею. Можливо батько деякий час був регентом при молодому цареві, або його співцарем, що дозволило Терітедахатею спорудити власну поховальну піраміду № 38.
Поховано на думку дослідників в піраміді № 16 в Мерое, проте це не є достеменним. За останніми дослідженнями завершення панування Ариесебохе відноситься до 220 років, можливо 228. Його було повалено Машадеахелом.